# CAMS 90
Le CAMS 90 est un hydravion militaire de l'entre-deux-guerres réalisé en 1931 en France par les Chantiers aéro-maritimes de la Seine (CAMS).